# Чемпионат СССР по хоккею с шайбой 1960/1961 (составы)
Составы команд, участвовавших в чемпионате СССР по хоккею с шайбой 1960/61.

## 1. ЦСКА
Вратари: Юрий Овчуков, Николай Пучков, Виталий Павлушкин.

Защитники: Владимир Брежнев (5 голов), Виктор Кузькин (3), Николай Морозов, Генрих Сидоренков (1), Николай Сологубов (6), Иван Трегубов (6), Дмитрий Уколов, Игорь Ромишевский (3).

Нападающие: Вениамин Александров (19), Александр Альметов (20), Юрий Баулин (10), Владимир Брунов (8), Владимир Васильев (1), Леонид Волков (7), Виктор Глаголев (3), Игорь Деконский (12), Владимир Каменев (2), Владимир Киселев (16), Юрий Я. Копылов (1), Константин Локтев (18), Юрий Пантюхов (1), Владимир Расько, Александр Сафронов, Валентин Сенюшкин.

Старший тренер: Александр Виноградов, Анатолий Тарасов.

## 2. «Торпедо» Горький
Вратари: Евгений Картовищенко, Виктор Коноваленко, Владимир Фуфаев.

Защитники: Вячеслав Жидков, Валерий Кормаков (1), Владимир Кудряшов (2), Александр Прилепский (2), Владимир Солодов (4), Анатолий Сорокин.

Нападающие: Вадим Гречухин (2), Анатолий Дубинин (8), Юрий Крупин (1), Геннадий Крутов (1), Юрий Марычев, Борис Немчинов (10), Анатолий Орлов (3), Юрий Потехов (5), Александр Рогов (8), Роберт Сахаровский (13), Лев Халаичев (13), Игорь Чистовский (17), Игорь Шичков (15).

Старший тренер: Дмитрий Богинов.

## 3. «Локомотив»
Вратари: Виктор Брыков, Юрий Глухов, Александр Дубовской[уточнить].

Защитники: Геннадий Андрианов (2), Александр Афанасьев (2), Александр Манюков, Михаил Рыжов (4), Борис Спиркин (5), Анатолий Фадин (3).

Нападающие: Василий Адарчев, Виктор Величкин (13), Юрий Гаев, Владимир Каменев (1), Валентин Козин (3), Анатолий Михеев (4), Евгений Мишаков, Михаил Ржевцев (9), Николай Снетков (19), Валентин Уткин (12), Виктор Цыплаков (10), Юрий Чумичкин (3), Виктор Якушев (12).

Старший тренер: Григорий Мкртычан.

## 4. «Крылья Советов»
- вр Ёркин, Евгений Михайлович
- вр Запрягаев, Борис Леонидович
- защ Иванов, Эдуард Георгиевич
- защ Карпов, Николай Иванович
- защ Китаев, Дмитрий Васильевич
- защ Кучевский, Альфред Иосифович
- защ Седов, Борис Николаевич
- защ Титенков, Сергей Михайлович
- нап Бычков, Михаил Иванович
- нап Возвышаев, Василий Сергеевич
- нап Гребенников, Владимир Алексеевич
- нап Грошев, Евгений Николаевич
- нап Гурышев, Алексей Михайлович
- нап Дмитриев, Борис Михайлович
- нап Дмитриев, Игорь Ефимович
- нап Масленников, Юрий Владимирович
- нап Пряжников, Виктор Романович
- нап Хлыстов, Николай Павлович
- нап Цицинов, Юрий Александрович
- Старший тренер: Владимир Егоров

## 5. «Химик»
- вр Рагулин, Анатолий Павлович
- вр Уланов, Николай Николаевич
- защ Анфилов, Вячеслав Николаевич
- защ Ватутин, Анатолий Николаевич
- защ Данилов, Владимир Петрович
- защ Долягин, Юрий Алексеевич
- защ Рагулин, Александр Павлович
- нап Алимпиев, Валентин Васильевич
- нап Борисов, Юрий Викторович
- нап Гаврилов, Валерий Павлович
- нап Громов, Юрий Фёдорович
- нап Денисов, Евгений Ефимович
- нап Егоров, Евгений Дмитриевич
- нап Карев, Олег Гаврилович
- нап Каштанов, Виктор Васильевич
- нап Копылов, Юрий Алексеевич
- нап Лощинин, Вячеслав Алексеевич
- нап Морозов, Юрий Иванович
- нап Никитин, Валерий Александрович
- нап Рагулин, Михаил Павлович
- нап Скворцов, Олег
- Старший тренер: Николай Эпштейн

## 6. «Спартак» Москва
- вр Апраксин, Михаил Иванович
- вр Осмоловский, Александр Иванович
- вр Платов, Анатолий Сергеевич
- защ Испольнов, Владимир Николаевич
- защ Кузьмин, Валерий Борисович
- защ Логачёв, Александр Иванович
- защ Макаров, Алексей Сергеевич
- защ Рыжов, Анатолий Гаврилович
- защ Шуленин, Владимир Васильевич
- нап Бизяев, Вячеслав
- нап Булатов, Рауф Рауфович
- нап Кузнецов, Александр Сергеевич
- нап Кутаков, Игорь Владимирович
- нап Майоров, Борис Александрович
- нап Майоров, Евгений Александрович
- нап Мальцев, Владимир Михайлович
- нап Савельев, Олег Михайлович
- нап Старшинов, Вячеслав Иванович
- нап Фирсов, Анатолий Васильевич
- нап Фоменков, Валерий Иванович
- нап Чертов, Александр Алексеевич
- нап Ярославцев, Валерий Михайлович
- Старший тренер: Александр Новокрещёнов

## 7. «Динамо» Москва
- вр Зайцев, Борис Михайлович
- вр Чинов, Владимир Иванович
- защ Давыдов, Виталий Семёнович
- защ Жибуртович, Павел Николаевич
- защ Орехов, Михаил Михайлович
- защ Тихонов, Виктор Васильевич
- защ Черенков, Роберт Дмитриевич
- нап Алексеев, Валентин Петрович
- нап Волков, Юрий Александрович
- нап Крылов, Юрий Николаевич
- нап Кузин, Валентин Егорович
- нап Новожилов, Владимир Константинович
- нап Орчаков, Вячеслав Владимирович
- нап Петухов, Станислав Афанасьевич
- нап Солдатенков, Александр Михайлович
- нап Стаин, Виталий Иванович
- нап Стриганов, Александр Александрович
- нап Чистов, Валентин Петрович
- нап Юрзинов, Владимир Владимирович
- Старший тренер: Аркадий Чернышёв

## 8. ДК «Электросталь»
- вр Королёв, Александр Лаврентьевич
- вр Эртуганов, Хамит Юзефович
- защ Ильин, Станислав Алексеевич
- защ Костин, Виктор Фёдорович
- защ Кузнецов, Анатолий Алексеевич
- защ Мжачих, Алексей Васильевич
- защ Сергиенко, Валерий Михайлович
- защ Хороводников, Евгений Борисович
- нап Андрияхин, Владимир Дмитриевич
- нап Игнатенко, Николай Федорович
- нап Ионов, Анатолий Семёнович
- нап Крупнов, Лев Георгиевич
- нап Науменко, Владимир Андреевич
- нап Парамошкин, Юрий Георгиевич
- нап Понтеленко, Лев Дмитриевич
- нап Пронкин, Анатолий Федорович
- нап Сайфетдинов, Рашид Абдулхакович
- нап Степанов, Игорь Иванович
- Старший тренер: Николай Нилов

## 9. СКА Ленинград
- вр Литовко, Станислав Яковлевич
- вр Цветков, Борис Иванович
- защ Волков, Евгений Александрович
- защ Горчаков, Юрий Павлович
- защ Дроздов, Анатолий Фёдорович
- защ Жоголь, Анатолий Осипович
- нап Булатов, Станислав Вячеславович
- нап Елесин, Виктор Иванович
- нап Иванов, Иван Михайлович
- нап Климов, Леонид Александрович
- нап Погребняк, Владимир Владимирович
- нап Преман, Эдгард Эдгардович
- нап Сальников, Сергей Иванович
- нап Сивков, Олег Константинович
- нап Смирнов, Виктор Владимирович
- нап Фёдоров, Константин Егорович
- нап Щурков, Игорь Сергеевич
- Старший тренер: Александр Комаров

## 10. «Трактор»
- вр Киселёв, Валерий Александрович
- вр Никонов, Юрий Владимирович
- защ Поляков, Эдуард Николаевич
- защ Ржанников, Борис Иванович
- защ Толстик, Владимир Васильевич
- защ Цыгуров, Геннадий Фёдорович
- нап Бурачков, Герман Иванович
- нап Воробьёв, Юрий Логинович
- нап Губанов, Валерий Павлович
- нап Казаков, Геннадий Андреевич
- нап Каравдин, Владимир Петрович
- нап Кунгурцев, Виктор Петрович
- нап Курбатов, Владимир Васильевич
- нап Мальцев, Юрий Иванович
- нап Ольков, Анатолий Иванович
- нап Панин, Виктор Петрович
- нап Смирнов, Владислав Леонидович
- нап Соколов, Виктор Евгеньевич
- нап Юшков, Анатолий Семёнович
- Старший тренер: Сергей Захватов

## 11. СКА Калинин
- вр Толмачёв, Виктор Егорович
- вр Шамарин, Анатолий Иванович
- защ Богатырёв, Станислав
- защ Зайцев, Олег Алексеевич
- защ Назаров, В.
- защ Наумов, Виктор Владимирович
- защ Седов, Владимир Петрович
- защ Троицкий, Эдуард Юрьевич
- нап Галямин, Олег Алексеевич
- нап Городов, Анатолий
- нап Гришин, Александр Козьмич
- нап Козлов, Анатолий Иванович
- нап Кривохижин, Константин Кириллович
- нап Макаров, Анатолий Петрович
- нап Моисеев, Валерий
- нап Плюха, Альберт Григорьевич
- нап Сафронов, Александр Александрович
- нап Фридман, Илья Львович
- нап Юрзинов, Вячеслав Валентинович
- Старший тренер: Виктор Шувалов

## 12. «Молот»
- вр Родочев, Виктор Иванович
- вр Шилов, Владимир Александрович
- защ Грач, Анатолий Леонидович
- защ Курдюмов, Владилен Петрович
- защ Малков, Станислав Павлович
- защ Медведев, Борис Сергеевич
- защ Пепеляев, Юрий Борисович
- защ Славинский, Вадим Александрович
- нап Аксёнов, Василий Васильевич
- нап Галкин, Виктор Константинович
- нап Ермолаев, Вячеслав Сергеевич
- нап Кондаков, Леонид Владимирович
- нап Маянц, Владислав
- нап Неволин, Евгений Васильевич
- нап Опарин, Владислав Петрович
- нап Серебренников, Виктор Иванович
- нап Серегородский, Станислав Николаевич
- нап Фокеев, Владимир Павлович
- нап Шитковский, Сергей Владимирович
- вр Бубенец, Вячеслав Васильевич
- Старший тренер: Виталий Костарев

## 13. «Динамо» Новосибирск
- вр Жариков, Герман Михайлович
- защ Бирюлинцев, Анатолий Павлович
- защ Волков, Александр Сергеевич
- защ Квасников, Станислав Александрович
- защ Михайлов, Юрий Николаевич
- защ Нагих, Владимир Тимофеевич
- защ Радаев, Геннадий Николаевич
- защ Уткин, Валерий Михайлович
- нап Агафонов, Валерий Иванович
- нап Грошев, Лев Николаевич
- нап Золотухин, Владимир Иванович
- нап Индюков, Владимир Иванович
- нап Картавых, Виктор Макарович
- нап Кунгурцев, Владимир Кузьмич
- нап Поляшов, Анатолий
- нап Судоплатов, Юрий Викторович
- нап Шмелёв, Геннадий Андреевич
- нап Щемелинский, Владимир Тимофеевич
- Старший тренер: Олег Толмачёв

## 14. «Кировец»
- вр Казаков, Виктор Иванович
- вр Шаров, Николай Николаевич
- защ Антонов, Юрий Евгеньевич
- защ Басюра, Леонид Петрович
- защ Кузнецов, Владислав Михайлович
- защ Морозов, Виктор Алексеевич
- защ Чуркин, Виктор Васильевич
- нап Арсёнов, Герман Павлович
- нап Борисов, Юрий Павлович
- нап Бунин, Анатолий Степанович
- нап Быстров, Валентин Александрович
- нап Гаврилов, Николай Васильевич
- нап Голованов, Алексей Иванович
- нап Иванов, Владимир
- нап Копчёнов, Дмитрий Константинович
- нап Кустов, Виталий Николаевич
- нап Мартынов, Валентин Петрович
- нап Романюк, Борис
- нап Уткин, Валентин Павлович
- нап Шумин, В.
- нап Юдин, Георгий Григорьевич
- Старший тренер: Анатолий Викторов

## 15. «Спартак» Свердловск
- вр Дедиков, Геннадий Прохорович
- вр Михеев, Валерий
- защ Козлов, Павел Николаевич
- защ Нужин, Борис Александрович
- защ Чистяков, Геннадий Григорьевич
- защ Язовских, Александр Андреевич
- нап Банных, Валентин
- нап Бушуев, Валентин Николаевич
- нап Власов, Виктор
- нап Горбунов, Юрий Аркадьевич
- нап Гурьевских, Геннадий Яковлевич
- нап Кожурин, Олег Владимирович
- нап Макаров, Анатолий
- нап Наумов, Валентин Иванович
- нап Поспелов, Борис Викторович
- нап Фирсов, Юрий Георгиевич
- нап Царевников, Юрий Александрович
- нап Черепанов, Александр Петрович
- Старший тренер: Георгий Фирсов

## 16. «Спартак» Омск
- вр Иванов, Виктор Павлович
- вр Кокшаров, Николай Павлович
- вр Пожаруков, Юрий Макарович
- защ Бовдуй, Виталий Михайлович
- защ Дьяков, Эдуард Васильевич
- защ Костицын, Юрий Николаевич
- защ Мурашов, Владимир Гаврилович
- защ Романенко, Юрий Фёдорович
- защ Синицын, Евгений Николаевич
- нап Андреев, Юрий Васильевич
- нап Бурнаев, Евгений Павлович
- нап Васильев, Владимир Александрович
- нап Документов, Рудольф Николаевич
- нап Загородных, Владимир Петрович
- нап Мишкуров, Владимир Владимирович
- нап Перегудов, Юрий Михайлович
- нап Рогагин, Владимир Гаврилович
- нап Семёнов, Владимир Михайлович
- нап Сермяжко, Валерий Александрович
- нап Шаболдин, Юрий Константинович
- нап Шевелёв, Виктор Михайлович
- нап Шишкин, Владимир
- Старший тренер: Владимир Кукушкин

## 17. ЛИИЖТ
- вр Богданов, Анатолий Константинович
- вр Ефимов, Юрий
- защ Боровиков, Геннадий Тимофеевич
- защ Гурлов, Иван Васильевич
- защ Дианов, Валерий Иванович
- защ Мосягин, Виктор Иванович
- защ Топчий, Геннадий Николаевич
- защ Ульянов, Юрий Васильевич
- защ Шилов, Валерий Васильевич
- нап Буланов, Николай Павлович
- нап Воронков, Валерий
- нап Григорьев, Герман Германович
- нап Гундин, Роберт Александрович
- нап Дубровин, Евгений Иванович
- нап Карасёв, Владимир Алексеевич
- нап Кокорин, Геннадий Яковлевич
- нап Кокутин, Геннадий Николаевич
- нап Комаров, Юрий Николаевич
- нап Линяев, А.
- нап Плеханов, Юрий Николаевич
- нап Салаков, Лев
- нап Сидякин, Анатолий Николаевич
- нап Штурмин, Евгений Николаевич
- Старший тренер: Евгений Дзеярский

## 18. «Металлург» Сталинск
- вр Смирнов, Валерий Маркович
- вр Тимошкин, Валерий Юрьевич
- защ Алешкович, Адий Борисович
- защ Балашов, Валерий Васильевич
- защ Гридин, Анатолий Дмитриевич
- защ Дужий, Юрий Александрович
- защ Заруцкий, Юрий Александрович
- защ Рыжов, Геннадий
- защ Семёнов, Николай Андрианович
- нап Авраменко, Валентин Никифорович
- нап Бедарев, Владимир Тимофеевич
- нап Григорьев, Михаил Евгеньевич
- нап Дмитриев, Юрий Евгеньевич
- нап Короленко, Олег Иванович
- нап Лоскат, Вацлав Иосифович
- нап Моисеев, Юрий Иванович
- нап Сааль, Юрий Александрович
- нап Суряднов, Виктор Федорович
- нап Хвостунков, Юрий Тимофеевич
- Старший тренер: Алексей Ветров

## 19. «Даугава»-РВЗ
- вр Губанов, Валерий
- вр Лавров, К. И.
- вр Опитс, Улдис Карлович
- защ Апситис, Карлис
- защ Богданов, Сергей Яковлевич
- защ Клявиньш, Эдуард
- защ Кобзев, Евгений Ильич
- защ Чупров, Юрий
- защ Шульберг, Янис
- нап Антонов, Алексей П.
- нап Буртниекс, Вилнис Артурович
- нап Буш, Андрис
- нап Быстров, Юрий Васильевич
- нап Крастыньш, Гунарс Арнольдович
- нап Крыгин, Геннадий Петрович
- нап Малахов, Анатолий Дмитриевич
- нап Маловатов, Борис Александрович
- нап Репс, Юрий Петрович
- нап Салцевич, Зигвард
- нап Фирсов, Михаил Яковлевич
- нап Якобсон, Андрис
- Старший тренер: Эдгарс Клавс